# سرگان ارلان (ولکره)
سرگان ارلان (ولکره) یکی از بخشهای کانتون سنت گالن  در کشور سوئیس است.